# Naserovo jezero
Naserovo jezero (ar. ;بحيرة ناصر‎ : Buhayrat Nasir) je velika akumulacija na jugu Egipta i sjeveru Sudana, te je jedno od najvećih umjetnih jezera na svijetu. Strogo, ovaj naziv se odnosi samo na veći dio jezera koji se nalazi na egipatskom području (83% od ukupne površine), dok se manji dio jezera koji pripada Sudanu naziva Nubijsko jezero (ar. بحيرة نوبية; : Buhayrat An-Nuba). 
Jezero je stvoreno kao rezultat izgradnje asuanske brane na Nilu između 1958. i 1971. godine. Jezero je dobilo ime po Gamal Abdel Naseru, jednom od vođa egipatske revolucije 1952. i drugom predsjedniku Egipta, koji je pokrenuo izgradnju brane.
Jezero je dugo 550 km, dok je na najširem mjestu široko 35 km. Ono pokriva ukupnu površinu od 5.250 km² i ima kapacitet od oko 157 km³ vode.

## Vanjske poveznice
- NASA Newsroom
- Encyclopædia Britannica